# Pädophilie
Der Begriff Pädophilie (von altgriechisch παῖς paîs „Knabe, Kind“ und φιλία philía „Freundschaft“) bezeichnet das ausschließliche oder überwiegende sexuelle Interesse von Menschen an Kindern vor Erreichen der Pubertät. Sind die jeweiligen Bedingungen der verschiedenen diagnostischen Manuale erfüllt, wird Pädophilie als psychische Störung, genauer als Störung der Sexualpräferenz bzw. als paraphile Störung klassifiziert. Werden entsprechende Neigungen in Handlung umgesetzt, sind im Regelfall zugleich strafrechtliche Normen verletzt, die sexuelle Handlungen mit Kindern zum Gegenstand haben.
In der medialen wie wissenschaftlichen Rezeption wird der Begriff Pädophilie nicht selten als Synonym für den sexuellen Missbrauch von Kindern bzw. Jugendlichen verwendet. Das ist insofern falsch, als weder der sexuelle Missbrauch von Kindern noch der sexuelle Missbrauch von Jugendlichen – anders als die Pädophilie – eine spezifisch auf diese Altersgruppen gerichtete Sexualpräferenz voraussetzt. Auch ist der Perversionsbegriff von jenem der Pädosexualität abzugrenzen, der ein abweichendes und in der Regel strafbares Sexualverhalten beschreibt, das jedoch nicht mit einer Pädophilie assoziiert sein muss. Für beide Begriffe gibt es keine Definition, auf die sich die Sexualwissenschaft oder andere wissenschaftliche Disziplinen geeinigt hätten, was ihre undifferenzierte Verwendung begünstigt.

## Begriff

### Geschichte und diagnostische Einordnung
Eingeführt wurde der Begriff als „Paedophilia erotica“ 1886 durch den Wiener Psychiater Richard von Krafft-Ebing in dessen Schrift Psychopathia sexualis. Im Wesentlichen ist es bei seiner Definition geblieben. Für Pädophilie werden folgende Merkmale aufgeführt:
- Das sexuelle Interesse gilt Kindern, die sich vor der Pubertät im Sinne der Geschlechtsreifung befinden.
- Das sexuelle Interesse ist dabei primär, das heißt ausschließlich bzw. überwiegend und ursprünglich, auf Kinder ausgerichtet.
- Das sexuelle Interesse ist zeitlich überdauernd.

Im Jahr 1985 legten Sharon Araji und David Finkelhor ein Review empirischer Studien zur Pädophilie vor.
Grundlage für die Diagnosestellung einer pädophilen Sexualpräferenz sind heute die in der Internationalen statistischen Klassifikation der Krankheiten und verwandter Gesundheitsprobleme (ICD) sowie die im US-amerikanischen DSM-5 festgelegten Diagnosekriterien. Teilweise widersprechen sich die dort genannten Diagnosekriterien. Zudem gibt es weitere Pädophiliedefinitionen, die seltener verwendet werden und ebenfalls nicht einheitlich sind.
In der ICD-10, 2014, ist die Diagnose Pädophilie unter den Code F65.4 im Kapitel der Persönlichkeits- und Verhaltensstörungen (F60 bis F69) als Störung der Sexualpräferenz verortet. Definiert wird sie als „Sexuelle Präferenz für Kinder, die sich zumeist in der Vorpubertät oder in einem frühen Stadium der Pubertät befinden“.
Pädophilie wird damit ausschließlich als „sexuelle Präferenz“ beschrieben. Maßgeblich sind hier die gedanklichen Vorlieben, die sich (in Anlehnung an Krafft-Ebing) vorrangig auf vorpubertäre Kinder richten müssen. Ob diese Fantasien ausgelebt werden oder nicht, bleibt offen und ist für die Diagnosestellung zweitrangig.
Die seit 2022 gültige ICD-11 kategorisiert die Pädophile Störung unter dem Code 6D32 als Paraphile Störung.
Im DSM-5, 2015, ist die Pädophilie, dort als Pädophile Störung bezeichnet, ebenfalls als Paraphile Störung (Paraphilie) klassifiziert und setzt ein Mindestalter von 16 Jahren voraus. Ebenso muss der Betroffene mindestens fünf Jahre älter sein als das Kind. Zu bestimmen ist außerdem, ob es sich bei der Störung um einen „ausschließlichen Typ (nur auf Kinder orientiert)“ oder einen „nicht ausschließlichen Typ“ handelt, ob die Person „sexuell orientiert auf Jungen“, „sexuell orientiert auf Mädchen“ oder „sexuell orientiert auf Jungen und Mädchen“ ist, und ob die Pädophilie „beschränkt auf Inzest“ ist. Nicht einzuschließen sind Spätadoleszente, die sich in einer dauerhaften sexuellen Beziehung mit einem 12- oder 13-jährigen Partner bzw. einer Partnerin gleichen Alters befinden. Die Diagnosemerkmale nach DSM-5 sind sowohl präferenz- als auch verhaltensorientiert. Das heißt, die Diagnose Pädophilie kann sich sowohl auf sexuell dranghafte Bedürfnisse oder Fantasien beziehen als auch auf konkrete sexuelle Handlungen mit Kindern. Nach der verhaltensorientierten Definition können sämtliche Missbrauchstäter als pädophil eingestuft werden, auch wenn sie – anders als nach Krafft-Ebing – in ihrer Sexualität nicht primär auf Kinder ausgerichtet sind.
Die Sexualwissenschaftler der Berliner Charité bezeichnen Pädophilie als die „ausschließliche oder überwiegende sexuelle Ansprechbarkeit durch vorpubertäre Kinderkörper“. Über das sexuelle Verhalten einer Person sage der Begriff nichts aus, sondern lediglich über die sexuelle Ausrichtung auf das vorpubertäre Alter. Gunter Schmidt bezeichnet Pädophile als „Männer, deren sexuelle Wünsche und deren Wünsche nach Beziehung und Liebe vorrangig oder ausschließlich auf vorpubertäre Kinder gerichtet sind, wobei diese drei Bereiche – Sexualität, Beziehung, Liebe – wie bei anderen Menschen auch unterschiedlich gewichtet sein können“. Neben der Beschränkung auf Männer betont Schmidt damit im Unterschied zu den diagnostischen Kriterien von ICD und DSM den emotionalen Aspekt der pädophilen Sexualpräferenz. Davison und Neale legen in ihrem Lehrbuch Klinische Psychologie hingegen eine primär verhaltensorientierte Definition zugrunde, wenn sie Pädophile als Menschen beschreiben, „die durch körperlichen und oft auch sexuellen Kontakt mit präpubertären Kindern, mit denen sie nicht verwandt sind, sexuelle Befriedigung erlangen“.
Pädophilie liegt nicht vor, wenn zwar eine sexuelle Erregbarkeit durch Kinder besteht, diese aber nicht primär ist. In mehreren phallometrischen Studien konnte nachgewiesen werden, dass nicht wenige Männer durch präpubertäre Stimuli (erotische Bilder oder Audiogeschichten) sexuell erregt werden können: In jenen Studien, bei denen zur Ergebnisermittlung die durchschnittliche sexuelle Erregung durch die präpubertären Stimuli mit der durchschnittlichen sexuellen Erregung durch die adulten Stimuli verglichen wurde, zeigten 6 bis 32 Prozent der erwachsenen Männer unter den präpubertären Stimuli eine mindestens genauso starke sexuelle Erregung wie unter den adulten Stimuli; in jenen Studien, bei denen die jeweiligen maximalen sexuellen Erregungen miteinander verglichen wurden, waren es 25 bis 28 Prozent. Der Prozentsatz der erwachsenen Männer, die überhaupt durch präpubertäre Stimuli sexuell erregbar sind, dürfte noch wesentlich höher sein. Daraus kann jedoch nicht ohne Weiteres gefolgert werden, dass auch das tatsächliche primäre sexuelle Interesse an Kindern (= Pädophilie) bei männlichen Erwachsenen in einem vergleichbar hohen Prozentsatz besteht, unter anderem auch deswegen, weil der Vergleich von präpubertären mit adulten Stimuli nicht berücksichtigt, dass es Männer gibt, die maximal durch pubertäre Kinder bzw. durch Jugendliche sexuell stimulierbar sind. So ermittelte eine weitere Studie bei jedem Probanden die durchschnittliche sexuelle Erregung durch Stimuli von 3–11-jährigen Mädchen, jene durch Stimuli von 12–14-jährigen Mädchen und jene durch Stimuli von 16–24-jährigen Frauen und verglich sie miteinander. Es ergab sich, dass nur einer der 22 Probanden durch die präpubertären Stimuli stärker erregt wurde als durch die adulten, wohingegen 3 der 22 Probanden durch die pubertären Stimuli stärker erregt wurden als durch die adulten.
Ebenso sind Pädophile teils auch durch Erwachsene sexuell stimulierbar, interessieren sich aber in erster Linie für Kinder. Im Fall der sekundär durch Kinder sexuell stimulierbaren Erwachsenen spricht man bisweilen auch von Pseudopädophilie. Originäre Pädophile werden zur besseren Abgrenzung auch als strukturiert pädophil bezeichnet, da ihre sexuelle Orientierung fest in der Persönlichkeitsstruktur verankert ist. Teilweise spricht man auch von Kernpädophilen oder Primärpädophilen.
Abgrenzen lässt sich die Pädophilie von der Hebephilie, die eine Präferenz für Pubertierende im Alter von etwa 11 bis 14 Jahren beschreibt. Für das sexuelle Interesse an Jugendlichen nach oder in einem späten Stadium der Pubertät werden die Bezeichnungen Ephebophilie (männliche Jugendliche) und Parthenophilie (weibliche Jugendliche) verwendet. Beide Begriffe wurden erstmals 1906 von Magnus Hirschfeld eingeführt. Eine sexualwissenschaftliche wie kriminologische Abgrenzung nahm der niederländische Psychoanalytiker Gerard van den Aardweg im Jahr 2010 vor.
Richtet sich das primäre sexuelle Interesse des Pädophilen auf Kleinkinder im Alter unter drei Jahren, spricht man nicht mehr von Pädophilie, sondern von Infantophilie. Dieser Begriff ist in der Fachterminologie nicht offiziell anerkannt und wird nach ICD-10 als „Sonstige Störungen der Sexualpräferenz“ unter F65.8 klassifiziert.
Mit dem Begriff Päderastie werden sexuelle Beziehungen erwachsener Männer zu geschlechtsreifen männlichen Jugendlichen bezeichnet, wie sie kulturbedingt z. B. im antiken Griechenland toleriert wurden. Dieser Begriff gilt heute als veraltet und taucht in neueren sexualmedizinischen Klassifikationen nicht mehr auf.
Der Begriff Korophilie (von griechisch [attisch] κόρη kórē „Mädchen“) wurde 1914 von Hirschfeld eingeführt, um eine Präferenz von erwachsenen Frauen für junge Mädchen zu bezeichnen, und er setzte ihm den Begriff Pädophilie für vergleichbare männliche Beziehungen gegenüber. Mit dieser Bedeutung ist Korophilie auch heute in einigen Fachbüchern zu finden. Wie bei den meisten der Begriffe aus seinem System werden heute die weiblichen Begriffe sehr selten verwendet, und es besteht die starke Tendenz, dass das Geschlecht der begehrenden Person für viele irrelevant wird, also Beziehungen sowohl von Frauen als auch von Männern zu Mädchen gemeint sind. Auf Englisch gibt es die Schreibweisen corophilia und korophilia. Erstere wird wie der deutsche Begriff manchmal fälschlicherweise für Koprophilie verwendet. Da das attische κόρος kóros „Jüngling“ bedeutet, wird korophilia seit spätestens 1997 von manchen als Anziehung zu Buben oder jungen Männern beschrieben, eine Entwicklung, die auf Deutsch noch nicht gesichtet wurde.

### Begriff in Öffentlichkeit und Medien
In gesellschaftlichen Debatten und in der Berichterstattung in den Medien wird die Bezeichnung Pädophilie oft nicht im sexualwissenschaftlichen Sinne verwendet, etwa wenn grundsätzlich alle Täter, die Kinder sexuell missbrauchen, als Pädophile bezeichnet werden. Insbesondere sexueller Missbrauch innerhalb der Familie wird häufig nicht sexualwissenschaftlich korrekt eingeordnet, da es sich hierbei häufig um Täter handelt, deren Sexualität primär auf Erwachsene ausgerichtet ist. Zudem werden sexualwissenschaftliche Erkenntnisse ignoriert, etwa wenn grundsätzlich allen Pädophilen unterstellt wird, sie würden Kinder sexuell missbrauchen.
Auch in der Berichterstattung über sexuelle Übergriffe von Priestern auf minderjährige Jungen werden diese meistens als pädophile Taten bezeichnet, obwohl eine im Jahr 2011 veröffentlichte Studie in den USA aufzeigte, dass nur eine Minderheit der Priester, die sexuelle Übergriffe begingen, den diagnostischen Kriterien der Pädophilie entsprechen.
Personen, deren sexuelles Interesse Jugendlichen gilt, werden in der Öffentlichkeit ebenfalls oft als Pädophile bezeichnet, obwohl es sich aus sexualmedizinischer Sicht hierbei um eine hebe-, ephebo- oder parthenophile Neigung handelt.
In Deutschland gab es in der jüngeren Vergangenheit zwei öffentliche Pädophilie-Debatten, eine in den 1970/1980er Jahren und eine weitere im Jahr 2013 in der Partei Bündnis 90/Die Grünen. Beide Debatten haben nicht dazu beigetragen, begriffliche Klarheit zu schaffen.

### Abgrenzung zur Pädosexualität
Der Begriff Pädosexualität wird einerseits als Unterscheidung, andererseits – aber fälschlich – als Synonym für den Begriff Pädophilie verwendet und von einigen Interessengruppen aus unterschiedlichen Motiven bevorzugt.
Eine frühe Erwähnung des Begriffs erfolgte in einem 1968 von dem Theologen Spyker veröffentlichten Buch mit dem Titel Die gleichgeschlechtliche Zuneigung. Homotropie: Homosexualität, Homoerotik, Homophilie, und die katholische Moraltheologie. In Analogie zu diesen Begrifflichkeiten verwendete er die Unterscheidung zwischen Pädosexualität/pädosexuell – Pädoerotik/pädoerotisch – Pädophilie/pädophil und benutzte auch das bei ihm übergeordnete Adjektiv pädotrop („Anziehung zu Kindern“), eindeutiger als pädagotrop bezeichnet. Auch bei einer Literaturanalyse über Homotropie von Volker Ott aus dem Jahre 1979 tauchte diese Unterscheidung auf und er verwendete ebenfalls explizit den Begriff Pädotropie.  Im Jahr darauf bemerkten auch die deutschen Zeitschriften Der Spiegel und Emma die Verwendung als Selbstbezeichnung. In der deutschen und englischen Sexualwissenschaft stieg die Häufigkeit der Verwendung des Begriffs Pädosexualität aus Gründen der Differenzierung ab etwa 1987 langsam an, nachdem Martin Dannecker seine Bemerkungen zur strafrechtlichen Begutachtung der Pädosexualität vorgelegt hatte. Später veröffentlichte er seinen Aufsatz Sexueller Missbrauch und Pädosexualität.
Die Bundeszentrale für gesundheitliche Aufklärung hat sich bereits 2010 mit einer gesonderten Unterseite ihrer Internetpräsenz der begrifflichen Unsicherheiten angenommen, als sie einen Aufsatz der Sexualwissenschaftler Christoph Ahlers und Gerard Schaefer – beide vormals Mitarbeiter am sexualwissenschaftlichen Institut der Charité – unter dem Titel Pädophilie, Pädosexualität und sexueller Kindesmissbrauch: Über die Notwendigkeit einer differenzierten Betrachtung veröffentlichte. Ihnen zufolge werde Sexualpräferenz „als Überbegriff für alle Aspekte der sexuellen Ansprechbarkeit eines Menschen verwendet“, zugleich werden Vorschläge zu einer „Vereinheitlichung dessen, was konkret unter der Sexualpräferenz verstanden werden“ könne, unterbreitet. Pädophilie sei „die leidvoll erlebte, selbst- und/oder fremdgefährdende, ausschließliche oder teilweise sexuelle Ansprechbarkeit durch vorpubertäre Kinderkörper“ von Jungen und/oder Mädchen. Pädosexualität beschreibe „ausschließlich die dissexuelle Verhaltensäußerung“, wie sie 1987 von Dannecker beschrieben wurde und die „strafrechtlich als sexueller Kindesmissbrauch bezeichnet“ werde. Pädophilie bezeichne eine sexuelle Ausrichtung und nicht zwingend ein Verhalten, Pädosexualität dagegen bezeichne ein Verhalten und nicht zwingend eine Ausrichtung: „Pädophilie ist nicht gleich Pädosexualität und umgekehrt.“

## Phänomenologie

### Prävalenz und sexuelle Orientierung
Über die Zahl pädophiler Menschen gibt es keine zuverlässigen Angaben. Vorsichtige Schätzungen gehen von 50.000 bis 200.000 pädophilen Männern in Deutschland aus. Internationale Studien nehmen bei etwa 1 % aller erwachsenen Männer eine primärpädophile Ausrichtung an, wohingegen Forscher der Universität Regensburg nach einer Befragung von rund 8700 deutschen Männern schlussfolgerten, dass weniger als 0,1 Prozent der männlichen Bevölkerung die Diagnosekriterien für eine pädophile Störung im Sinne des DSM-5 erfüllen. Die Prävalenz bei Frauen ist wesentlich geringer.
Es gibt homo-, hetero- und bisexuelle Pädophile. Einer statistischen Auswertung zufolge, basierend auf pädophilen und hebephilen Teilnehmern des Präventionsprojekts Dunkelfeld der Charité, ist der Anteil bisexuell kernpädo- oder -hebephiler Männer gering. Die meisten sind entweder auf Jungen oder auf Mädchen orientiert, wobei der Anteil der homosexuellen geringfügig größer ist und knapp über 50 Prozent liegt. Bei den nicht ausschließlich pädo- oder hebephilen Männern ergibt sich eine Verteilung von jeweils etwa einem Drittel mit homo-, hetero- bzw. bisexueller Orientierung, wobei hier der Anteil der heterosexuellen knapp am größten ist. Das Missbrauchsrisiko soll für Mädchen drei- bis viermal höher als für Jungen sein. In der Dissertation von Thomas Hertling wird angenommen, für homosexuelle Männer in stabilen Paarbeziehungen bestehe ein niedrigeres Risiko als für gemischtgeschlechtliche Paare, sexuell übergriffig auf Kinder zu werden, weil sie einer erhöhten sozialen Kontrolle unterliegen.

### Pädophile Sexualpräferenz
Im Zentrum der Aufmerksamkeit steht bei der Pädophilie die primäre sexuelle Ausrichtung auf Kinder. Diese ist nicht zwingend koital ausgeprägt. Pädophile können bereits durch Situationen erregt und befriedigt werden, in denen kein Körperkontakt zu einem Kind besteht. Bei Situationen mit Körperkontakt kann bereits das Berühren des Kindes allein als erregend empfunden werden, ohne dass diese Berührungen im Genitalbereich stattfinden müssen. Der Wunsch nach dem Vollzug eines Geschlechtsverkehrs mit dem Kind scheint bei Pädophilen seltener anzutreffen zu sein.
Ein Teil der Pädophilen schließt sexuelle Kontakte mit Kindern für sich aus. Ursachen hierfür können zum einen die Befürchtung juristischer und sozialer Konsequenzen sein, zum anderen gibt es Pädophile, die sich der ethischen und moralischen Problematik ihrer sexuellen Wünsche bewusst sind und deshalb sexuelle Beziehungen zwischen Kindern und Erwachsenen grundsätzlich ablehnen.
Neben dem sexuellen Interesse ist bei Pädophilen ein Bedürfnis nach emotionaler Nähe zu Kindern festzustellen. Einige verlieben sich in Kinder und wünschen sich echte wechselseitige Liebesbeziehungen zu ihnen. Dass sie eine solche tatsächlich für möglich halten, versteht der Sexualwissenschaftler Volkmar Sigusch als Ausdruck einer illusionären Verkennung. Manche Pädophile empfinden ihr Leben als unvollständig und emotional destabilisierend, wenn ihr Wunsch nach emotionaler Nähe keine Erfüllung findet. Zudem besteht bei Pädophilen ein soziales Interesse an Kindern und ein Bedürfnis nach Freundschaft. In entsprechenden Berufen, die Umgang mit Kindern ermöglichen, wie beispielsweise als Erzieher oder in der Jugendbetreuung, arbeiten Pädophile daher gern.

### Auswirkungen auf Betroffene
Welche Auswirkungen die pädophile Sexualpräferenz für den Pädophilen selbst hat, ist von zahlreichen Faktoren abhängig und in seiner Gesamtheit kaum erforscht. Auch hängen die Auswirkungen davon ab, ob die Betroffenen ihre sexuelle Orientierung Ich-synton erleben, also damit einverstanden sind, oder es zu einer Ich-dystonen Verarbeitung gekommen ist, in deren Rahmen eine andere sexuelle Ausrichtung gewünscht wird. Daneben gibt es Pädophile, die ihre sexuellen Impulse als belastend empfinden, sich für ihre Neigung verurteilen oder unter der Angst leiden, den Impulsen nachzugeben und einen sexuellen Übergriff zu begehen. Deshalb kann es zu Folgeerkrankungen kommen, wie z. B. Depression oder Substanzmittelmissbrauch.
Für Pädophile, die sexuell abstinent leben, sei es aus Angst vor juristischen Konsequenzen oder aufgrund einer generellen Ablehnung pädosexueller Kontakte, bedeutet dies in erster Linie den Verzicht auf die Erfüllung sexueller und emotionaler Bedürfnisse. Da Pädophile eine sehr geächtete Randgruppe der Gesellschaft darstellen, sind sie zudem meist gezwungen, ihre Neigungen selbst vor Freunden und der Familie zu verheimlichen, da ein Bekanntwerden oft eine völlige gesellschaftliche Isolation bis hin zu Scheidung, Job- und Wohnungsverlust nach sich zieht.

### Alter des Kindes
Nach sexualmedizinischer Definition richtet sich das sexuelle Interesse der Pädophilen auf Kinder vor Beginn der Pubertät im Sinne der biologischen Geschlechtsreifung. Da die Ausprägung der sekundären Geschlechtsmerkmale bei Kindern individuell sehr verschieden einsetzen kann, sind exakte Altersangaben nicht möglich. Im Allgemeinen ist das primäre Interesse der Pädophilen auf Kinder von etwa 4 bis 14 Jahren ausgerichtet, wobei es zwei Gipfel in der Alterspräferenz gibt: Der eine Gipfel liegt bei fünf bis sechs Jahren, der andere bei elf bis zwölf Jahren. Das sexuelle Begehren ist beim konkreten Pädophilen in der Regel auf einen dieser beiden Abschnitte beschränkt, erlischt in der Regel aber spätestens bei der Ausprägung sekundärer Geschlechtsmerkmale beim Kind. Allerdings haben hetero- und homosexuell Pädophile deutlich unterschiedliche Alterspräferenzen: Horst Vogt zufolge beträgt das Durchschnittsalter der von heterosexuell pädophilen Männern begehrten Mädchen 8,4 Jahre und jenes der von homosexuell pädophilen Männern begehrten Jungen 11,5 Jahre.

### Mediennutzung zur sexuellen Stimulation
Viele Pädophile nutzen Darstellungen von Kindern zur sexuellen Stimulation. Die Bandbreite reicht hierbei von Kinderbildern aus Versandhauskatalogen über legale erotische Darstellungen von Kindern, z. B. Bilder des Fotografen Jock Sturges, bis hin zur Nutzung illegaler kinderpornographischer Medien. In einer Studie gaben 86 % der Teilnehmer an, Bildmaterial aus dem legalen und/oder illegalen Bereich zu nutzen.
Neben Film- und Bildmaterial spielt in jüngster Zeit auch die sogenannte virtuelle Kinderpornographie eine zunehmend größere Rolle, d. h. sexuelle Darstellungen nicht realer, sondern animierter „Kinder“. Davison und Neale betonen, dass zur sexuellen Stimulation nicht zwangsläufig illegales Material nötig sei, vielmehr konstruieren Pädophile ihr eigenes sexuell erregendes Material aus Quellen, die allgemein als harmlos angesehen werden. Ob der Konsum von Kinderpornographie, wie von vielen Pädophilen behauptet, dem Abbau von Spannungen dient und damit realen Übergriffen entgegenwirkt, oder ob diese durch die zusätzliche Stimulation begünstigt werden, ist wissenschaftlich umstritten.

### Täterprofile
Da die Gruppe der Pädophilen insgesamt äußerst heterogen, also aus sehr verschiedenen Persönlichkeiten zusammengesetzt ist, haben sich die mit ihnen befassten Autoren verschiedener wissenschaftlicher Disziplinen um Strukturierung bemüht und sogenannte Typologien erarbeitet. Unter vielen anderen haben die Sexualwissenschaftler Beier, Schorsch und Sigusch solche Typologien vorgelegt. Allerdings ist es nicht gelungen, sich auf eines dieser Klassifikationssysteme zu einigen. Hinzu kommt, dass die einzelnen Modelle durchaus Überzeugungskraft besitzen können, sie jedoch zusammengenommen mehr Verwirrung stiften als Klarheit schaffen. Auch wechseln die Bezugsgrößen. Während beispielsweise Schorsch seine Typologie an Pädophilen entwickelte, die ihre Neigung in Handlung umgesetzt hatten und dafür verurteilt worden waren, gehen in andere Ordnungssysteme auch Pädophile ein, die nach eigenen Angaben und soweit überprüfbar abstinent leben. Selbst die verwendeten Begriffe können Verwirrung stiften, wenn beispielsweise von Schorsch für eine Gruppe von „Alterspädophilen“ mit „sexueller Not“ oder einem Mangel an anderer Gelegenheit argumentiert wird. Damit sind Täter beschrieben, die aus anderen Gründen als einer auf Kinder gerichteten Orientierung übergriffig werden.
Die Tätertypologien, die Schorsch 1971 und Beier 1995, sich auf Schorsch berufend, vorlegten, unterscheiden sich insbesondere in der Zusammensetzung der Gruppen. Schorsch unterschied verschiedene Gruppen jugendlicher Täter, Täter in mittlerem Lebensalter und sogenannte Alterspädophile und hob dabei eine Gruppe von Pädagogen hervor, die in illusionärer Verkennung ihrer Berufsrolle über ihre Pädophilie eine scheinbar kinderfreundliche Ideologie entwickelt hatten. Beier unterschied Gruppen mit, wie er es nannte, pädophiler Hauptströmung, die in der Literatur auch „Kernpädophile“ genannt werden, von anderen mit einer pädophilen Nebenströmung. Beide Autoren erwähnen Täter mit mehr oder weniger ausgeprägter Intelligenzminderung.
Im Jahr 2010 benannte Sigusch in einem Interview in Zeit Online zehn Tätertypen und beschrieb damit zwar auch, aber nicht nur die Gruppe der Pädophilen, sondern die ebenfalls sehr heterogene Gruppe von Menschen, die „in unterschiedlichen Lebenssituationen und mit sehr verschiedenen Motiven“ Kinder sexuell missbrauchen.
Im Soziolekt von Gefängnisinsassen, der in den Medien gern als Knastjargon bezeichnet wird, werden Sexualstraftäter und unter ihnen insbesondere pädophile Mitgefangene als Sittiche bezeichnet. Sie stehen in der Hierarchie der Parallelgesellschaft von Justizvollzugsanstalten zumeist ganz unten und werden verachtet.

### Komorbidität
Oft tritt die beschriebene Störung im Sexualverhalten komorbid mit affektiven Störungen auf, die aber auch eine Folge der Pädophilie sein können. Dazu gehören Angststörungen, Substanzmittelmissbrauch oder anderen Paraphilien.

### Pädophilie bei Frauen
Pädophile Neigungen sind auch bei Frauen nachgewiesen. In einigen Veröffentlichungen zu diesem Thema wird davon ausgegangen, dass es sich um Einzelfälle handelt. Peter Fiedler vom Psychologischen Institut in Heidelberg vertritt die Ansicht, dass von den Frauen, die sexuelle Übergriffe an Kindern begangen haben, „anteilmäßig ein mehr oder weniger großer Prozentsatz immer auch die Kriterien der Pädophilie-Diagnose erfüllt“. Über die Häufigkeit gibt es keine gesicherten Erkenntnisse, insbesondere angesichts der Dunkelziffer bei sexuellem Missbrauch.
Sigusch bringt die geringe Zahl von Veröffentlichungen über pädophile Handlungen von Frauen damit in Verbindung, dass die weibliche Sexualität erst „seit etwa zwei Generationen […] nicht mehr am Modell Mann gemessen“ werde. Deshalb habe Sexualforschung über ihre Stärken und Entgleisungen eine noch junge Tradition; aber immerhin, so sagt er, „gibt es seit den achtziger Jahren eine Forschung, die zum Beispiel ‚perverse Mütterlichkeit‘ untersucht, eine Störung, durch die das eigene Kind manipuliert oder gewalttätig bis hin zum Inzest traktiert wird.“ Estela Welldon forschte darüber. Ihr Buch Mutter, Madonna, Hure erschien 1992 in deutscher Sprache, die Perversionen der Frau erschien 2014.

## Sexueller Missbrauch durch Pädophile an Kindern

### Strafrechtliche Einordnung und Häufigkeit
Sexuelle Kontakte mit Kindern sind in den meisten Ländern verboten und strafbewehrt. Kulturabhängige Ausnahmen beschrieb Gerhard Amendt. Im deutschen Strafrecht sind sie als sexueller Missbrauch von Kindern in § 176 geregelt, in der Schweiz in Art. 187 StGB als sexuelle Handlungen mit Kindern und in Österreich als sexueller Missbrauch von Unmündigen in § 207 StGB, bei schwerem Missbrauch in § 206 StGB.
Zahlen über den Anteil an Sexualstraftätern unter den Pädophilen sind nicht bekannt. Trotz anders anmutender Eindrücke durch die Medienberichterstattung haben mindestens in Deutschland die nach § 176 StGB angezeigten Delikte im langjährigen Mittel nicht zugenommen, wie der Polizeilichen Kriminalstatistik (PKS) zu entnehmen ist. Bei dem Eindruck einer Zunahme handelt es sich um Artefakte, also um Irrtümer, die auf andere Ursachen zurückzuführen sind.
Einschlägig verurteilte Pädophile unterliegen einer hohen Rückfallgefahr. Internationale Studien haben ergeben, dass die Rückfallquote bei ihnen mit annähernd 40 bis 50 Prozent etwa doppelt so hoch ist wie die durchschnittliche Quote für Sexualstraftäter von 22 Prozent. Die Rückfallwahrscheinlichkeit ist bei Pädophilen, die auf Jungen orientiert sind, deutlich höher als bei solchen, die sich für Mädchen interessieren.
Zahlreiche Studien belegen, dass der Anteil pädophiler Täter bei weitem nicht den Hauptanteil am sexuellen Kindesmissbrauch darstellt. Die hierzu verfügbaren Zahlenangaben sind uneinheitlich. Fiedler beispielsweise geht von 12 bis 20 Prozent aus, Werner Stangl von etwa 2 bis 10 Prozent. Die Zahlen sind uneinheitlich, weil jeweils verschiedene Kohorten zugrunde gelegt wurden. Aus den vorgelegten Studien ist zu folgern, dass der sexuelle Missbrauch an Kindern im Wesentlichen nicht durch Pädophile begangen wird. Im Jahr 2010 bezeichnete die Sexualwissenschaftlerin Sophinette Becker anlässlich der Enthüllungen an der Odenwaldschule mehr als 95 Prozent der Täter als „normal veranlagt“.

### Sexuelle Handlungen
Sexuelle Übergriffe durch Pädophile können eine unterschiedliche Ausprägung haben. Hier reicht die Bandbreite von flüchtigen Berührungen an Kopf und Arm über Manipulation der Genitalien bis zur Ermunterung des Kindes, dasselbe zu tun. Penetration findet eher selten statt. Anwendung von Gewalt ist die Ausnahme und anschließende Tötungsdelikte der Einzelfall. Wenn es fortlaufend zu sexuellen Handlungen kommt, werden meist Intensität und/oder Nähe schrittweise gesteigert, ohne dass damit zugleich eine Entgleisung in gewalttätige Handlungen verbunden ist. Die pädophilen Kontakte können Wochen, Monate oder Jahre andauern, wenn sie nicht von anderen Erwachsenen entdeckt und unterbunden werden. In der Regel werden die Kinder zur Verschwiegenheit angehalten.
Verwahrloste Pädophile suchen sich nicht selten ihre Opfer an einschlägig bekannten Orten unter Kindern, die ebenfalls aus verwahrlosten Familien stammen, und bezahlen sie oder gewähren andere Vergünstigungen.
Zahlreiche Studien, wie sie unter anderem von dem Sexualwissenschaftler Eberhard Schorsch vorgelegt wurden, machen unter den Pädophilen eine Gruppe von Tätern aus, die sich dadurch auszeichnen, dass sie sich nicht nur nicht aggressiv verhalten, sondern sich ihren Opfern geradezu liebevoll zuwenden. Es scheint, als würden sie dadurch die Zuneigung der Kinder erlangen wollen, doch machen sie sich tatsächlich auf diese Weise ihre Opfer gefügig und verlieren das Interesse, sobald die Kinder dem kindlichen Körperschema entwachsen. Dieser Gruppe entgegengesetzt werden vergleichsweise seltene Täter beschrieben, die sadistische Vorlieben haben und aus dem Zufügen von Schmerz sexuelle Befriedigung ziehen. Dazu gehörte beispielsweise Jürgen Bartsch, der in den 1960er Jahren die Öffentlichkeit bewegte.

## Prävention und Therapie

### Präventive Optionen
Als Prävention gegen sexuellen Kindesmissbrauch durch Pädophile wird heute vorwiegend Aufklärung durch Verbreitung von Informationen betrachtet. Sie sollen Kinder, Eltern und Pädagogen erreichen sowie die Gesellschaft für das Problem sensibilisieren. Auch die Gewerkschaft der Polizei informiert auf ihrer Internetpräsenz, wobei sie sich auf konkrete sexuelle Handlungen an Kindern beschränkt, unter deren Folgen diese häufig ein Leben lang leiden. Über Aufklärung hinaus ist es für Kinder vorteilhaft, wenn die Entwicklung von Selbstsicherheit gefördert wird und sie lernen, dass sie in solchen Situationen das Recht haben, Nein zu sagen. Gegen Kindesentführung und in der Folge sexuelle Gewalthandlungen vermögen präventive Maßnahmen nichts auszurichten, allerdings sind sie die seltene Ausnahme.
Präventionsarbeit mit potentiellen Sexualstraftätern existiert bislang kaum, zumal sie nicht zum Leistungskatalog der gesetzlichen Krankenkassen gehört. Das Projekt Kein Täter werden an der Berliner Charité bietet „Therapie zur Prävention von sexuellem Kindesmissbrauch und dem Konsum von Missbrauchsabbildungen“ an. Mittlerweile existieren Standorte des Projektes in weiteren Städten, die sich zum Präventionsnetzwerk Kein Täter werden zusammengeschlossen haben und nach gemeinsamen Qualitätsstandards arbeiten.

### Therapeutische Optionen
Sexualmediziner gehen heutzutage überwiegend davon aus, dass die Entwicklung der Sexualität im Wesentlichen mit dem Ende der Pubertät abgeschlossen ist und eine grundsätzliche Änderung der pädophilen Sexualpräferenz nicht möglich ist.
Das primäre Ziel einer Therapie besteht deshalb meist darin, sexuelle Handlungen an Kindern zu verhindern. In Einzel- und Gruppentherapien sollen die Patienten lernen, ihre Impulse zu kontrollieren und Verhaltensmuster, die den sexuellen Missbrauch begünstigen, zu vermeiden. Weitere Ziele können die Aufdeckung von Wahrnehmungs- und Interpretationsfehlern des Verhaltens von Kindern sowie die Stärkung der Empathiefähigkeit sein. Speziell zur Behebung von Wahrnehmungsverzerrungen, allerdings nicht auf Pädophile zentriert, legten Jürgen Körner und Rebecca Friedmann im Jahr 2005 unter dem Titel Denkzeit für delinquente Jugendliche ein Buch vor, in dem die sogenannte Denkzeit-Methode an einer Fallgeschichte ausführlich dargestellt wurde.
Im Jahr 1996 gab Volkmar Sigusch den Sammelband Sexuelle Störungen und ihre Behandlung heraus, der 2007 in vierter, überarbeiteter und erweiterter Auflage erschien. Die beitragenden Autorinnen und Autoren geben darin einen Überblick über Behandlungsoptionen, im 5. Kapitel über Sexuelle Perversionen, im 6. Kapitel unter dem Titel Sexueller Missbrauch, Gewalt und Delinquenz.
Therapien können auch dann nötig werden, wenn der Patient mit den schwerwiegenden sozialen Folgen, die ein Bekanntwerden seiner Pädophilie meist zur Folge hat, konfrontiert, damit aber nicht fertig wird und darüber erkrankt. Nicht zuletzt müssen möglicherweise bestehende Folgestörungen wie zum Beispiel Depressionen oder Alkoholismus behandelt werden.
Neben psycho- oder soziotherapeutischen Angeboten werden manchen Patienten – in schweren Fällen und mit ihrer Zustimmung verabreicht – medikamentöse Behandlungsoptionen angeboten. Dazu zählen die Antagonisten des Sexualhormons Testosteron, aber auch Serotonin-Wiederaufnahmehemmer, die den Sexualtrieb hemmen, die Impulskontrolle verbessern und somit die Gefahr von Übergriffen eindämmen können. Teilweise kann damit auch Einfluss auf sogenannte Intrusionen genommen werden, also Gedankeneinbrüche, die vom Patienten nicht willentlich verhindert werden können. In den letzten Jahren gab es überdies Versuche, das unerwünschte Verhalten mit Medroxyprogesteron (MPA) zu bekämpfen, welches den Testosteronspiegel von Männern senkt.
Antiandrogene, die eine chemische Kastration bewirken, werden wegen pädophiler Handlungen verurteilten Sexualstraftätern nur noch selten verabreicht, stereotaktische Hirnoperationen werden, anders als in den 1960er und 1970er Jahren, nicht mehr durchgeführt. Georges Fülgraff und Ilse Barbey gaben darüber 1978 einen Sammelband heraus.
Neuere Studien zeigen auf, dass Therapien straffällig gewordener Pädophiler die Rückfallwahrscheinlichkeit um etwa 12 bis 17 Prozent zu senken vermögen. Doch bleibt die Rückfallquote vergleichsweise hoch.

## Kontroversen

### Seelische Störung versus sexuelle Orientierung
Um die sexualmedizinische Einordnung der Pädophilie gibt es seit jeher Kontroversen. Sie finden einerseits unter Fachleuten, Pädophilen und Laien statt und andererseits zwischen diesen Gruppen. Fachleute sind sich relativ einig darüber, dass es sich bei der Pädophilie um eine krankheitswertige Störung handelt. Die weltweit recht gut vernetzte Pädophilenbewegung ist sich ebenso einig, dass dem nicht so sei. Dazwischen stehen Laien, die ihre Positionen im Wesentlichen aus den Medien beziehen und auf dieser Basis Partei ergreifen. Hinzu kommt eine ausschließlich von Profitinteressen getragene Pornoindustrie, die die Diskussion zusätzlich und im Sinn ihrer Profitinteressen befeuert.
Uneinig sind sich die Fachleute über einige fachspezifische Fragen, an denen Laien kaum interessiert sind. Ihre theoretische Ausrichtung ist verschieden und damit auch erklärende Ansätze. Daneben finden sich Unterschiede über die Frage, welche der zur Verfügung stehenden diagnostischen Klassifikationssysteme sie bevorzugen, ob sie also lieber nach der von der WHO herausgegebenen ICD oder dem von der Amerikanischen Psychiatrischen Vereinigung entwickelten DSM klassifizieren oder gar an dem als veraltet geltenden Begriff der Perversion festhalten, der unter anderem von Sigusch verteidigt wird:

„Ich habe mich entschieden, behandlungsbedürftige, süchtige sexuelle Entwicklungen weiterhin Perversion zu nennen. Der Hauptgrund ist: Dieses Wort beschönigt nichts; es ruft die Katastrophe beim Namen. Von dem Ausdruck Paraphilie, den jüngere Sexualwissenschaftler vorziehen, kann das nicht gesagt werden. Dieses Wort sollten wir benutzen, wenn es um ungewöhnliche sexuelle Vorlieben und Verhaltensweisen geht, die keiner Therapie bedürfen und die niemandem Gewalt antun, die also weder den Paraphilen selbst noch eine andere Person schädigen.“

Der Begriff der Perversion hatte sich eingebürgert, bald nachdem Freud 1905 seine Drei Abhandlungen zur Sexualtheorie geschrieben hatte. Wie Reimut Reiche schrieb, war das „der Auftakt einer Umbenennungs-Odyssee, die bis heute andauert“. Dabei mahnte er an, „die normative Kraft von Sprachregelungen“ nicht zu unterschätzen. Sie zeigt sich beispielsweise an Stollers Titel Perversion – Die erotische Form von Hass oder an dem Titel Perversionen der Frau von Estela Welldon.
Im Bemühen um begriffliche Klarheit schlugen die Sexualwissenschaftler der Berliner Charité im Jahr 2005 vor, zwischen sexueller Orientierung für das bevorzugte Geschlecht der Sexualpartner, sexueller Ausrichtung für das bevorzugte Alter der Sexualpartner und sexueller Neigung für die bevorzugten sexuellen Praktiken zu unterscheiden.
Drei Jahre zuvor war in der amerikanischen Zeitschrift Archives of Sexual Behavior eine breite Kontroverse über den Begriff der Pädophilie und seine Einordnung in die einschlägigen diagnostischen Klassifikationssysteme von ICD und DSM veröffentlicht worden. Beide sehen für die Pädophilie die Kodierung einer psychischen Störung vor, die ICD unter dem Oberbegriff der Sexualpräferenzstörungen, das DSM unter Paraphilie. Diese Kontroverse handelte zugleich eine ganze Reihe von Streitgegenständen ab. Einige Autoren schlugen vor, alle Paraphilien, zu denen auch die Pädophilie zählt, aus dem DSM zu streichen, weil sie überzeugt waren, derlei Störungen würden lediglich aufgrund gesellschaftlicher Konflikte den Paraphilen zugewiesen. Darüber hinaus gab es den Vorschlag, die Pädophilie als Impulskontrollstörung (ICD: F63) zu kategorisieren mit der Konsequenz, dass dabei die sexuelle Ausrichtung auf Kinder verschleiert wird. Auch wurde empfohlen, sexuelle Präferenz und sexuelles Verhalten zu unterscheiden. Damit würde die Pädophilie als reine Präferenzstörung von Pädosexualität als sexueller Verhaltensstörung unterschieden, in deren Rahmen Sexualität mit Kindern stattfindet. Auf diese Weise solle der Tatsache Rechnung getragen werden, dass es Pädophile gibt, die ihr sexuelles Begehren zwar auf Kinder richten, aber darauf verzichten, dem nachzugeben. Verzichten sie nicht, solle in der Diagnose eine sexuelle Verhaltensstörung zugewiesen werden, wie beispielsweise Ahlers, Beier und andere vorschlugen. Damit bemäße sich der Krankheitswert einer Paraphilie jedoch an ihren Folgen, womit andere Sexualwissenschaftler nicht einverstanden sind.
Jenseits dieser Diskussion grenzen sich einige wenige Fachleute von ihrer Kollegenschaft ab, indem sie propädophile Positionen vertreten. So gab es unter dem Titel Paidika – Journal of Paedophilia eine wissenschaftliche Zeitschrift, in der propädophile Autoren wie Edward Brongersma und Helmut Graupner veröffentlichten. Sie „verstand sich als wissenschaftliche Zeitschrift für ‚einvernehmliche generationsübergreifende sexuelle Beziehungen‘“, auch mit Kindern. 1995 wurde sie eingestellt. Konstantin Mascher beschrieb in seiner Schrift Die Pädophilenbewegung in Deutschland und ihre Interessensvertreter ausführlich, wie aus propädophiler Position agiert werde und wie viel Einfluss sie, insbesondere „im Windschatten der Homosexuellenbewegung“, habe gewinnen können. Graupner beispielsweise war als Sachverständiger vor den Rechtsausschuss des Deutschen Bundestages geladen und konnte dort seinen Vorschlag platzieren, Artikel 3 des Grundgesetzes so zu ergänzen, dass Menschen nicht nur nicht wegen ihrer Geschlechtsidentität, sondern zukünftig auch nicht wegen ihrer „sexuellen Identität […] benachteiligt oder bevorzugt werden“ dürften. Sein Vorschlag wurde nicht angenommen und damit ein erster Schritt hin zu einer Legalisierung der Pädophilie verhindert. Die Pädophilenbewegung hat Interesse daran, sowohl den Krankheitsbegriff der Pädophilie als auch die Strafbarkeit ihrer Ausübung zu tilgen und sie stattdessen als Ausdruck der Persönlichkeit und als eine eigenständige sexuelle Orientierung neben Hetero-, Homo- und Bisexualität anerkennen zu lassen. Ihre Kritiker beklagen die damit verbundene Verleugnung und Verharmlosung der Implikationen.
Jeffrey Satinover, ein amerikanischer Psychoanalytiker und Physiker, hat sich unter dem bezeichnenden Titel The Trojan Couch zwar nur am Rande mit dem Thema Pädophilie befasst, dabei jedoch Machtstrukturen im Wissenschaftsbetrieb aufgedeckt, die über Wohl und Wehe wissenschaftlicher Positionen entscheiden.

### Frage der Strafwürdigkeit gewaltfreier sexueller Handlungen
Im besonderen Teil des Strafgesetzbuches der Bundesrepublik Deutschland hat der Gesetzgeber im 13. Abschnitt festgelegt, welche sexuellen und mit der Sexualität in Verbindung stehenden Verhaltensweisen er unter Strafe gestellt wissen will. Geregelt wird dies insgesamt in den §§ 174–184j StGB. Darüber hinaus gibt es Regelungen im 12. und 16. Abschnitt, die hier außer Betracht bleiben können. Das absolute Schutzalter liegt in Deutschland allgemein bei 14 Jahren und unter besonderen Umständen bei 16 oder 18 Jahren. Durch das Gesetz besonders geschützt werden Kinder und Jugendliche, wenn sie zur Betreuung im Rahmen eines Obhutsverhältnisses anvertraut wurden, oder bei Ausnutzung einer Zwangslage. Für bestehende Abhängigkeitsverhältnisse und weitere Konstellationen gibt es für das Verbot sexueller Handlungen keine Altersbegrenzung. Sexuelle Gewalt ist ebenso wie jegliche Ausübung von Zwang unter allen Umständen strafbar. In anderen Ländern gelten teilweise andere Regelungen.
Die Strafwürdigkeit auch zwang- und gewaltfreier pädosexueller Handlungen gründete sich ursprünglich auf sittlich-moralische Vorstellungen. Sie wird von Vertretern propädophiler Interessen bestritten, von den meisten Sexualwissenschaftlern jedoch verteidigt. Martin Dannecker beispielsweise betonte die, wie er es nannte, „Disparität der Wünsche“, die zwischen dem Pädophilen und einem Kind „schon bei der ersten Begegnung“ herrsche. Sie sei „auch nicht durch die vielleicht miteinander erlebte Sexualität zu überbrücken“, weil das „Verlangen“ des Pädophilen strukturiert und auf ein sogenanntes Objekt gerichtet sei, während, sollte es bei dem Kind überhaupt vorhanden sein, es bei ihm „vergleichsweise diffus und objektlos“ wäre. Das Bezugssystem der kindlichen Sexualität im Kontakt mit einem Pädophilen sei „nicht das eigene sexuelle Verlangen, sondern das des anderen“. Dannecker ging noch einen Schritt weiter:

„Denn es ist ja gerade nicht so, dass nur ‚pathologisch veranlagte‘ Erwachsene im erotischen Spiel mit Kindern in eine Situation geraten können, in der die Gefahr einer Verwechslung des kindlichen sexuellen Ausdrucks und der kindlichen sexuellen Wünsche mit den Wünschen einer reifen Person auftaucht.“

In eine solche Situation können, so Dannecker, Erwachsene potentiell immer dann geraten, „wenn sie sich in intime und körperliche Nähe zu Kindern begeben“. Dann sei ein „gewisses Maß an Erregung […] in dieser Nähe gar nicht zu vermeiden“. Diesen „Anfechtungen“ gelte es zu widerstehen, was in der Regel gelinge; doch das sei, von wenigen Ausnahmen abgesehen, nicht Anliegen des Pädophilen.
Weil „ein vorpubertäres Kind nicht weiß, was Liebe und Sexualität sind, was sie bedeuten, was sie symbolisieren“, könne es, so Sigusch, „keine reflektierte Einvernehmlichkeit geben“. In diesem Zusammenhang wies der amerikanische Sozialwissenschaftler David Finkelhor darauf hin, dass ein Kind zwar willentlich („simple consent“) zustimmen könne, nicht aber – und das sei ein bedeutsamer Unterschied – wissentlich („informed consent“). Das Kind könne weder erfassen, aus welchen Beweggründen ein sexuell motivierter Erwachsener seine Nähe sucht, noch sei es in der Lage, die zu erwartenden Folgen abzusehen. Dieser Unterschied werde von Pädophilen, die von Einvernehmlichkeit ausgehen möchten und deshalb für eine Legalisierung plädieren, nicht gesehen oder verleugnet.
Der Erziehungswissenschaftler Friedrich Koch plädierte in der Debatte über Pädophilie für eine Erweiterung des Gewaltbegriffes, denn sie könne sogar „im Gewand der Fürsorge, Hilfe und Unterstützung auftreten, auch ohne dass sich diejenigen, die sich unter diesem Vorwand dem Kinde nähern, einer Täuschung bewusst“ seien. Kinder müssten auch vor subtilen Manipulationen durch Erwachsene geschützt werden, weil zwischen ihnen aufgrund verschiedener Lebenserfahrung und geistig-seelischen Reife naturgemäß ein nicht unerhebliches Machtgefälle bestehe.
Die sogenannte Sexuelle Revolution in der zweiten Hälfte des 20. Jahrhunderts mit ihrem Anspruch einer emanzipatorischen Sexualpädagogik bereitete ebenso wie die anschließende und bis heute fortdauernde Neosexuelle Revolution den Boden für propädophile Positionen. Das hat damit zu tun, dass homosexuell Pädophile ihre Forderungen nach einer Legalisierung der Pädosexualität mit dem Kampf gegen die Diskriminierung Homosexueller verknüpft hatten. In der frühen Zeit der öffentlichen und wissenschaftlichen Debatten standen die Folgen der Pädosexualität für die betroffenen Kinder noch nicht im Zentrum der Aufmerksamkeit, so dass sich Sigusch im Jahr 2010 in einem Interview unter dem Titel Es muss endlich um die Opfer gehen zu Wort meldete.
Auch wenn nicht davon ausgegangen werden muss, dass gewaltfreie sexuelle Kontakte zwischen Erwachsenen und Kindern zwangsläufig zu psychotraumatischen Schäden führen, lassen sie sich nicht ausschließen. Jegliche sexuellen Handlungen zwischen Erwachsenen und Kindern nehmen Einfluss auf ihre psychosexuelle Entwicklung, gefährden diesen Prozess und sind darüber hinaus geeignet, das Vertrauen von Kindern in Erwachsene zu zerstören. In diesem Zusammenhang wird im deutschen Rechtskreis von einer abstrakten Gefährdung gesprochen. Nicht immer alleinursächlich, aber nahezu immer bergen sie mindestens das Risiko eines bleibenden Kindheitstraumas, allein, so Dannecker, durch die plötzliche Sexualisierung der Beziehung zwischen Erwachsenem und Kind. Sigusch wies darauf hin, dass die Frage, ob und in welchem Ausmaß ein Kind geschädigt werde, neben dem konkreten Tatgeschehen sehr davon abhänge, „in welcher sozialen und seelischen Verfassung es mit welcher Vorgeschichte in welchem sozialen Umfeld in eine Beziehung zu einem Pädosexuellen“ gerate.

## Pädophilenbewegung
In den 1970er Jahren gründeten sich weltweit Gruppierungen, die Rechte für Pädophile reklamierten. Einige strebten dabei eine Legalisierung pädosexueller Kontakte an. Der Medizinhistoriker Florian Mildenberger schrieb darüber am Beispiel von Peter Schult, der in dieser Zeit zu den umstrittenen Protagonisten der öffentlichen Debatten gehörte. Auch wenn diese Gruppen aus nicht-pädophilen Kreisen zeitweise unterstützt wurden, lösten sich einige infolge heftiger Kritik auf. Andere und insbesondere einzelne ihrer Vertreter blieben weiterhin aktiv, wie Konstantin Mascher in seiner ausführlichen Recherche zusammengetragen hat.
Seit Ende der 1970er Jahre existieren in zahlreichen deutschen Städten Selbsthilfegruppen für Pädophile. Von Kritikern, wie beispielsweise dem Journalisten Manfred Karremann, wurde diesen Gruppen wiederholt vorgeworfen, die Folgen sexuellen Missbrauchs zu verharmlosen und ihre Treffen zum Austausch kinderpornographischer Medien zu nutzen. Daneben gibt es Gruppen, die sich um einen verantwortlichen Umgang mit der eigenen Pädophilie mühen und für Verzicht plädieren:

„Heißt pädophil sein Kinder zu missbrauchen? Eindeutig nein. […] Allerdings gehören teils viel Kraft und Mut dazu, seine hauptsächliche sexuelle Neigung nie vollständig auszuleben.“

Diese Website, die schon früher existierte, gab sich im Jahr 2006 den Namen Schicksal und Herausforderung und wird seitdem von einer Gruppe überwiegend pädophiler Menschen betrieben, die sich, wie ihre Vorgänger, der ethischen Problematik ihrer Neigungen bewusst sind und aufklären wollen. Im Herbst 2020 haben die Betreiber außerdem einen eingetragenen Verein gegründet, dessen erstes Ziel die Selbsthilfe zur Vermeidung strafbaren Handelns ist. Daneben bieten sie ein Forum für den kommunikativen Austausch an. Im internationalen Raum gibt es weitere Foren mit vergleichbarer Haltung zu sexuellen Übergriffen, wie die „Tschechoslowakische Pädophilengemeinschaft“ ČEPEK und das englischsprachige Forum Virtuous Pedophiles.
Propädophile Kreise, wie sie in der Pädophilenbewegung vertreten sind, haben Begriffe zur Selbstbezeichnung etabliert. Sie verwenden selbsterklärende Anglizismen, die auf die präferierte Altersgruppe verweisen, wie Boylover, Girllover, Littleboylover oder Babyboylover. Dieser Sprachgebrauch wird von ihren Kritikern als mindestens beschönigend abgelehnt.